# Каролик, Денис Николаевич
Денис Николаевич Каролик (бел. «Дзяніс Мікалаевіч Каролік», род. 7 мая 1979, Жодино, Минская область) — белорусский футболист, выступавший на позиции нападающего и правый полузащитника. Футбольный тренер.

## Биография
Воспитанник СДЮШОР профкома БелАЗ (Жодино), первый тренер — Пётр Иванович Михеев. Взрослую карьеру начал в 1997 году в составе жодинского «Торпедо», игравшего тогда в первой лиге Беларуси. Три года подряд становился лучшим бомбардиром своего клуба — в 1997 году (5 голов), 1998 году (11 голов) и 1999 году (11 голов).
В 2000 году перешёл в «Белшину», игравшую в высшей лиге, провёл в команде три сезона. В 2001 году стал чемпионом и обладателем Кубка Беларуси. Участник матчей Лиги чемпионов и Лиги Европы.
В 2003 году вернулся в жодинский клуб, к этому времени вышедший в высший дивизион, провёл в клубе три сезона и был капитаном команды. Затем выступал за «Гомель», «Нафтан» и «Дариду», с последней в сезоне 2008 года вылетел из высшего дивизиона, став при этом лучшим снайпером клуба (7 голов). В 2009 году, выступая за «Белшину», стал победителем первой лиги и признан лучшим игроком соревнований. В 2010 году на один сезон вернулся в жодинское «Торпедо», с которым стал финалистом Кубка Беларуси и принимал участие в еврокубках.
В конце карьеры играл в первой лиге за «Городею», «Слуцк», «Сморгонь» и на любительском уровне за «Жодино-2007».
Всего в высшей лиге Беларуси сыграл 214 матчей и забил 38 голов.
Вызывался в молодёжную сборную Беларуси, сыграл 2 матча.
После окончания игровой карьеры некоторое время работал инспектором в минском аэропорту, затем — детский тренер в клубе «Торпедо-БелАЗ». Принимает участие в соревнованиях ветеранов.
Супруга Ольга, в семье четверо сыновей.